# Coscinia arenaria
Coscinia arenaria är en fjärilsart som beskrevs av Barend J. Lempke 1937. Coscinia arenaria ingår i släktet Coscinia och familjen björnspinnare. Inga underarter finns listade i Catalogue of Life.